# Unna Junná
Unna Junná är ett barnprogram på flera samiska språk. Programmet är en svensk-finsk samproduktion mellan Sveriges Television, YLE, SVT-Sápmi och Yle Saamen Radio som inleddes 2007.
Innehållet består bland annat av samiska sånger och ramsor, samt berättelser om djur och natur i Sápmi. I programmet talas det nordsamiska, enaresamiska och skoltsamiska.
2011 vann programmet huvudpriset i kategorin barnprogram på den finsk-ugriska filmfestivalen i Komi. Unna Junná har ansetts spelat en viktig roll i återupplivandet av hotade samiska språk i slutet av 2010-talet, eftersom samisktalande barn har återintresserat sig för sitt modersmål.